# Mariano Sáez y Romero
Mariano Sáez y Romero (Segovia, 1868-1939) fue un abogado y periodista español.

## Biografía
Natural de Segovia, se desempeñó profesionalmente como abogado, pero colaboró también con el Diario de Avisos de Segovia, la Revista Contemporánea y otras publicaciones periódicas. Sáez y Romero, que fungió como alcalde de su ciudad natal entre 1897 y 1898, fue miembro de, entre otras corporaciones, la Sociedad Económica Segoviana de Amigos del País. Se cuentan entre las obras que dio a la imprenta Las calles de Segovia (1918), Crónicas segovianas (1930) y Periodismo segoviano. Falleció en 1939.